# Gianpietro Contarini
Gianpietro Contarini (1546? – 1603?) è stato uno storico italiano.
Conosciuto anche come Giovanni Pietro Contarini, non è disponibile nessuna notizia certa sulla sua biografia, anche se sembrerebbe non appartenere alla famiglia Contarini del patriziato veneziano.
A volte confuso con il pittore Giovanni Contarini.
Scrisse un memoriale di notevole interesse sulla battaglia di Lepanto e suoi antefatti. L'Historia delle cose successe dal principio della guerra mossa da Selim ottomano a’ Venetiani sino al dì della gran giornata vittoriosa contra Turchi pubblicata nel 1572 (l’anno successivo la battaglia) ebbe una notevole diffusione e fama e rappresenta un'importante fonte storica sugli avvenimenti.